# Nachal Salim
Nachal Salim (hebrejsky נחל סלים) je vádí v jižním Izraeli, v severozápadní části Negevské pouště.
Začíná v nadmořské výšce necelých 100 metrů jihozápadně od vesnice Re'im. Směřuje pak k severu zemědělskou krajinou, která díky soustavnému zavlažování ztratila svůj pouštní charakter. Koryto vádí se mírně zařezává do okolního terénu a vytváří kaňon, jehož dno a svahy jsou pokryty vegetací. Podchází lokální silnici číslo 242. Zleva pak ústí do vádí Nachal Asaf.